# Dix (Nebraska)
Dix est un village du comté de Kimball, dans l'État du Nebraska, aux États-Unis. En 2020, il comptait une population de 187 habitants.